# Djef Anten
Djef Anten, né Joseph Anten à Hasselt le 18 juin 1851 et mort dans la même ville le 24 février 1913, est un peintre, dramaturge, homme politique et historien belge.

## Biographie

### Famille
Djef (Joseph Gregorius Fidelus Adam) Anten, né à Hasselt le 18 juin 1851, est le fils de Joannes Petrus Anten (1819-1882) et d'Anna Christina Wagemans (1820-1902), propriétaires d'un magasin de porcelaines. Le 7 mai 1874, il épouse à Hasselt Maria Paulina Swolfs (1855-1934). Le couple poursuit les activités de la boutique familiale.

### Formation
Djef Anten se forme à la peinture à Hasselt auprès du sculpteur Jules Courroit et reçoit des leçons de Joseph Coosemans, peintre de l'École de Tervueren.

### Carrière

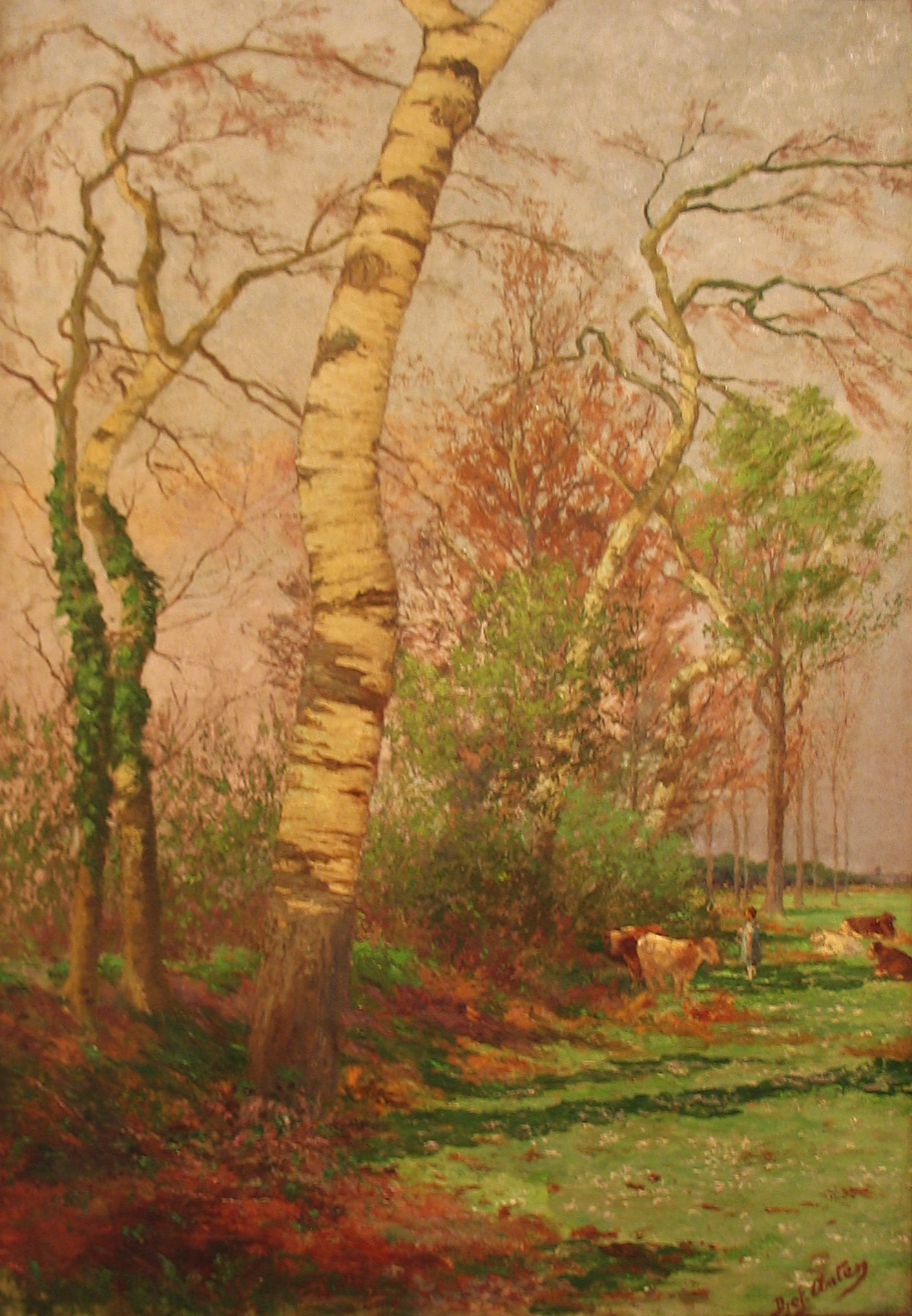
Les Rives du Démer.

À partir de 1880, Djef Anten se consacre surtout à la peinture. Il participe au Salon des Artistes français de 1884. Il envoie Les Jardins abandonnés et Automne à Bockryck à l'Exposition de Bordeaux de 1895. De 1883 à 1901, il participe à douze salons triennaux belges. De 1901 à 1908, il est directeur de l'Académie de dessin et de l'école des beaux-arts de Hasselt.
Actif dans la vie sociale de Hasselt, il écrit plusieurs pièces de théâtre pour le cercle catholique Minerva, qu'il dirige à partir de 1876, et joue dans certaines représentations dramatiques. Historien amateur, il réunit une abondante documentation relative au passé et à la toponymie de la ville d'Hasselt.
En 1895, il devient conseiller communal, puis, en 1900, échevin de sa ville natale. Il est élu conseiller provincial (1892), puis député permanent (1909) de la province du Limbourg L'opposition anticléricale le surnomme « Le Cicéron du Limbourg » en raison de son influence politique.
Djef Anten meurt subitement, à l'âge de 61 ans, chez lui, Marché aux fruits no 10 à Hasselt le 24 février 1913.

## Œuvre

### Thèmes

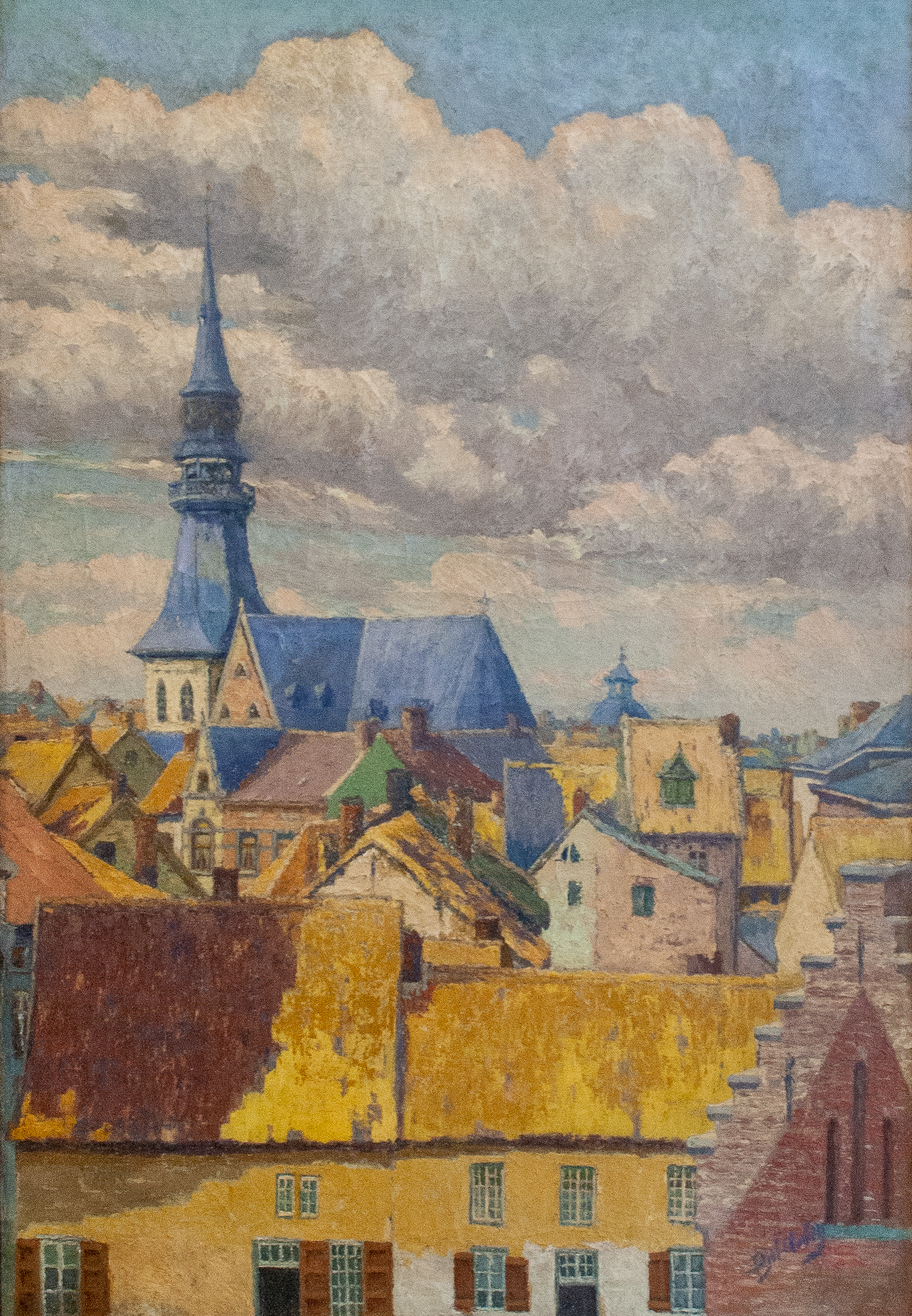
Vue de Hasselt (1909).

Son champ pictural couvre surtout les paysages. Ces derniers représentent généralement les environs des villes limbourgeoises : Borgloon, Tongres, Hasselt, Genk, Zonhoven et Zolder. Dans son œuvre, il dépeint la Campine rurale avant la révolution industrielle : forêts, landes et agriculture. Stylistiquement, dans les années 1880, Djef Anten peint des paysages romantiques, à l'instar de son professeur Joseph Coosemans. À partir de 1890, il évolue vers un impressionnisme modéré et pratique la peinture en plein air. Sa palette s'éclaircit, ses tons s'harmonisent, acquérant une grande souplesse et une égale aptitude à rendre les effets les plus variés,.

### Expositions en Belgique
- Salon de Gand de 1883 (XXXIIe) : Premières feuilles, Campine et Le Chemin des bouleaux[9].
- Exposition universelle de 1885 à Anvers : Marais aux environs de Hasselt[10].
- Salon de Bruxelles de 1887 : Floraison des pommiers à Eigenbilsen[11].
- Salon d'Anvers de 1888 : Une matinée de mai[12].
- Salon de Gand (XXXIVe) de 1889 : Solitude, paysage[13].
- Salon de Bruxelles de 1890 : Francs-Picards, Givre et Journée d'automne[8].
- Salon d'Anvers de 1891 : Temps pluvieux et Sapinière à Genk[14].
- Salon de Gand (XXXVe) de 1892 : L'Automne aux environs de Hasselt et Les Abandonnés[15].
- Exposition universelle de 1894 à Anvers : Les Abandonnés et Givre et brouillard[16].
- Salon d'Anvers de 1898 : Journée d'automne et Automne en Campine[17].
- Salon de Gand (XXXVIIe) de 1899 : En Campine[18].
- Salon d'Anvers de 1901 : En Campine.

### Collections muséales
- Musée Groeninge à Bruges : Un jour d'automne, sans date, inventaire no 1963, format 95 × 151 cm, huile sur panneau[19].
- Musée de la ville de Hasselt : Le Bois, sans date, format 72 × 114,4 cm, huile sur panneau[19].

## Distinctions
- Chevalier de l'ordre de Léopold[6].
- Chevalier de l'ordre de la Couronne d'Italie[6].